# Porophloeus fusca
Porophloeus fusca är en insektsart som beskrevs av Melichar 1902. Porophloeus fusca ingår i släktet Porophloeus och familjen Flatidae. Inga underarter finns listade i Catalogue of Life.